# Норвежский лундехунд
Норвежский лундехунд (норв. Norsk Lundehund) — редкая порода собак, происходящая с северного побережья Норвегии. Местные жители использовали лундехунда для добычи тупиков. Благодаря уникальному анатомическому строению собака приспособлена для лазания по скалам, пещерам и норам.

## История породы

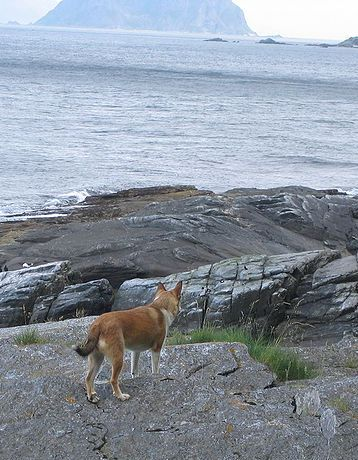
Лундехунд на острове Верёй

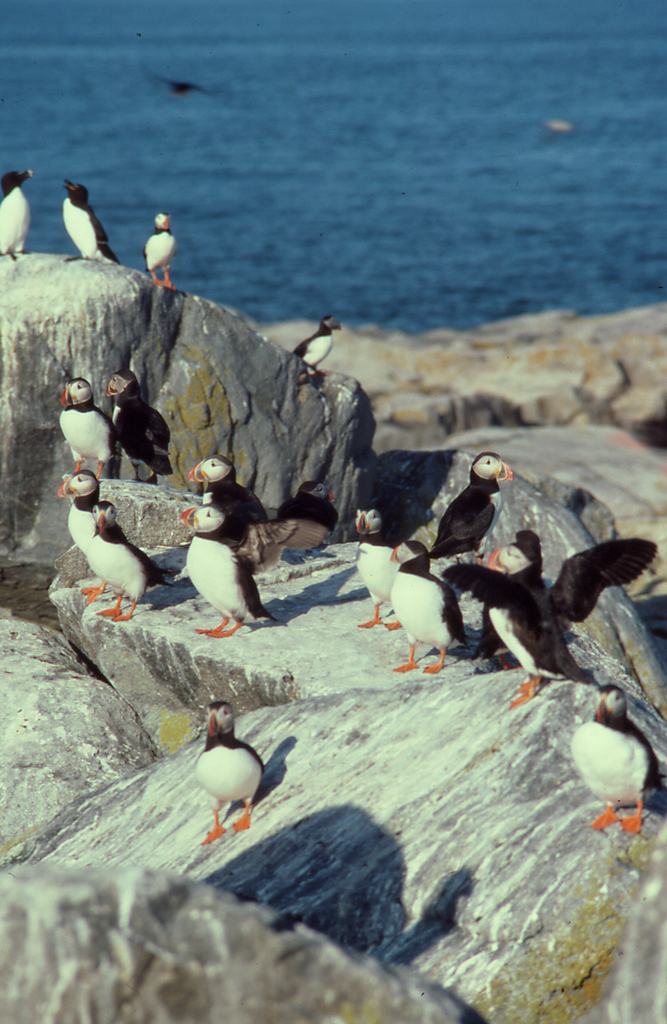
Тупики

Норвежский лундехунд — древнейшая порода Норвегии. Предполагают, что его предки появились на Лофотенских островах Рёст и Верёй ещё в ледниковый период. Особенности строения собаки позволили исследователям предположить, что, в отличие от других пород собак, лундехунд происходит от вымершей собаки Canis ferus.
Лундехунд — уникальная специализированная охотничья собака, которую использовали исключительно для охоты на атлантических ту́пиков, устраивающих гнёзда на островах в расщелинах скал или глубоких норах. Тупики были ценным источником мяса и пуха для северных жителей, но добывать их в труднодоступных гнездовьях человеку было практически невозможно. Собаки пробирались к гнездовьям птиц и аккуратно приносили хозяину пойманную добычу и даже яйца. Хороший лундехунд успевал за ночь, пока тупики спят, добыть 70—80 тупиков, такие собаки очень ценились. Некоторые авторы указывают, что гнезда тупиков съедобны и тоже добывались при помощи лундехундов. Именем этой птицы и названа порода (норв. lunde — тупик, hund — собака).
С середины XIX века тупиков стали ловить сетями, и необходимость в птичьей собаке отпала, население северных территорий тоже заметно уменьшилось. В результате лундехунды практически исчезли и лишь на изолированном острове Верёй местные жители сохранили традицию охоты на тупиков с лундехундами. Немногочисленные оставшиеся лундехунды, избежавшие на острове метизации, стали основателями возрождённой породы. После череды неудач и многих лет работы удалось получить поголовье, позволяющее говорить о спасении породы. Скандинавский клуб собаководства утвердил стандарт породы в 1943 году, а в 1961 году норвежский лундехунд признан FCI. В начале XXI века численность норвежских лундехундов в Норвегии составляет около 500 особей, всего на планете насчитывается около двух тысяч этих собак.
Охота на тупиков в Норвегии в наши дни запрещена, но энтузиасты продолжают разводить эту уникальную норвежскую породу.

## Внешний вид

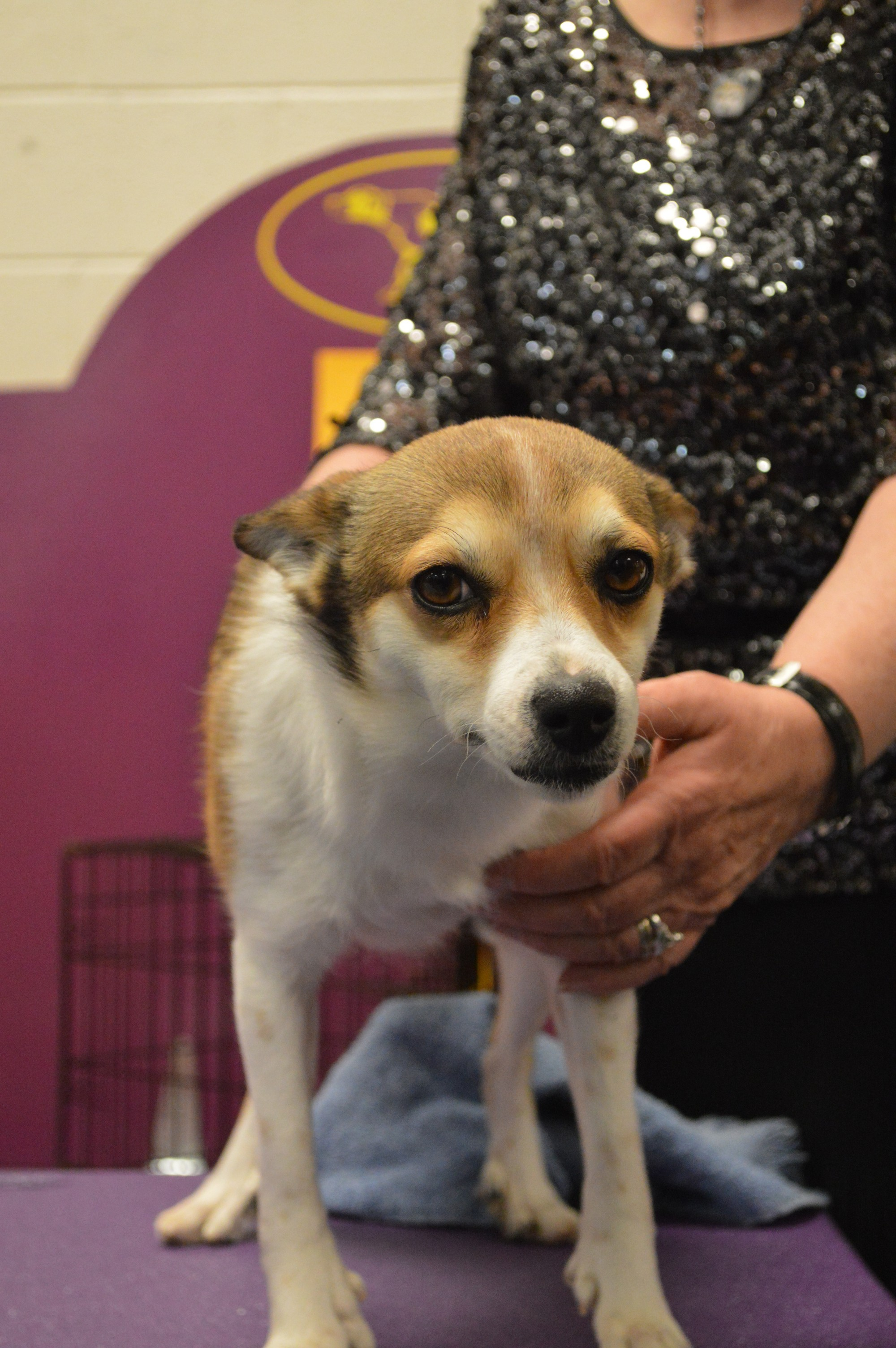

Норвежские лундехунды — маленькие шпицеобразные собаки, квадратного сложения, очень гибкие. Лундехунд способен запрокинуть голову таким образом, что мочкой носа коснётся спины. Чрезвычайно подвижны и все суставы передних конечностей. Морда удлинённая, с небольшой горбинкой. Глаза золотистые, зрачок окружён тёмным ободком. Треугольные уши стоячие, подвижные, ушной хрящ обладает способностью втягиваться и складываться особым образом так, что полотно уха закрывает слуховой проход. Спина прямая, хвост опущен или в неплотном кольце поднят над спиной.

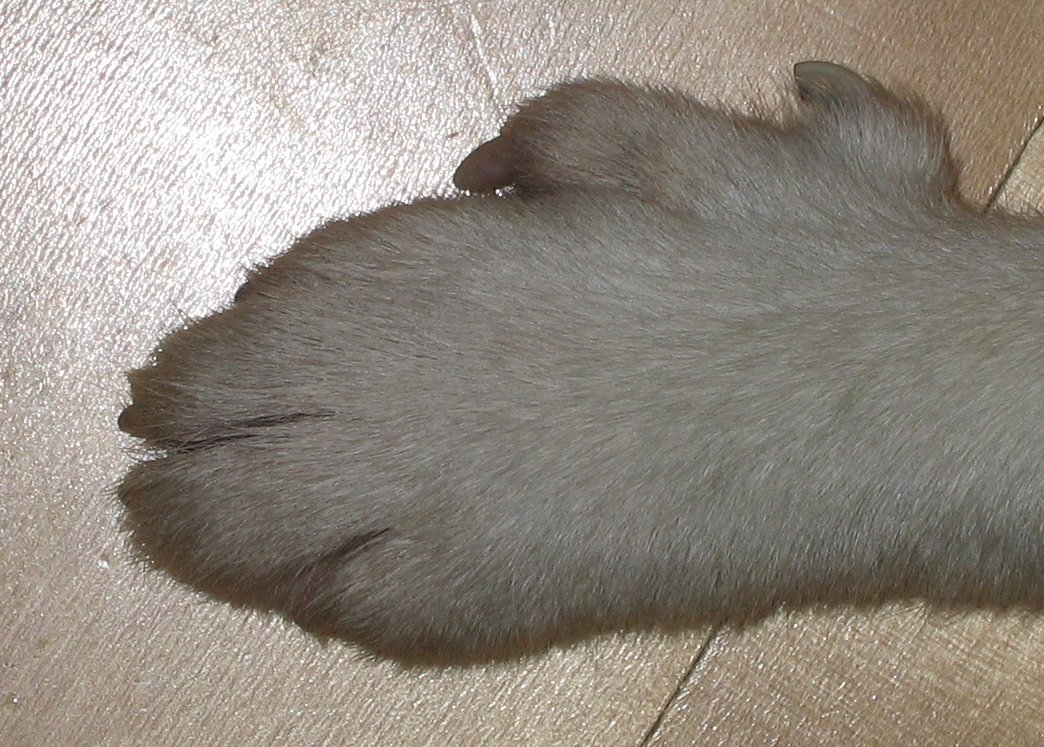
Лапа норвежского лундехунда

Передние лапы овальные, чуть развернутые наружу, имеют по меньшей мере шесть пальцев, из которых пять опираются о землю (у других собак на передних лапах пять пальцев, земли касаются только четыре). Два внутренних пальца, один из которых обычный, с тремя фалангами, а второй — добавочный, с двумя фалангами, — имеют общую систему связок и мускулатуры. Подушечек не пять, а восемь. Задняя лапа снабжена семью подушечками и двумя дополнительными пальцами. Как сообщается, лундехунды могут пользоваться своими лапами как кошки — катают мячики, двигают предметы.
Шерсть лундехундов густая, грубая, с мягким подшёрстком, на голове и передней поверхности ног короткая, по корпусу длиннее, на шее может образовывать небольшой воротник, на хвосте — незначительные очёсы. Окрас белый (ирландская пятнистость) в сочетании с другими цветами — рыжим разных оттенков, с зачернением на концах волос, при этом с возрастом зачернение усиливается.
Особенности строения лундехундов позволяют этим собакам лазать по крутым скалам, забираться в пещеры и расщелины и даже ползать по извилистым норам тупиков.

## Темперамент и использование
Норвежские лундехунды — энергичные, жизнерадостные собаки. Они очень самостоятельны, но послушны. Любят подвижные игры, с удовольствиям приносят игрушки и предметы хозяину, стремительны и целеустремлённы, что обеспечивает им успех в таких видах спорта, как флайбол и аджилити.

## Здоровье
Паджетт сообщает о наличии в породе наследственных заболеваний пищеварительного тракта.